# Brombach (Schmitten)
Brombach is een plaats in de Duitse gemeente Schmitten (Hochtaunus), deelstaat Hessen, en telt 507 inwoners (2006).